# Бейли (лунный кратер)
Кратер Бейли (лат. Baily), не путать с кратером Байи (лат. Bailly), отличающимся в латинском наименовании всего одной буквой, — ударный кратер на границе между Морем Холода и Озером Смерти на видимой стороне Луны. Название дано в честь английского астронома Фрэнсиса Бэйли (1774—1844) и утверждено Международным астрономическим союзом в 1935 г.

## Описание кратера

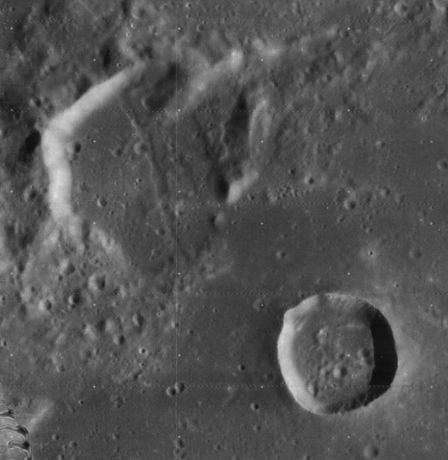
Кратер Бейли (вверху слева) и сателлитный кратер Бейли А на снимке зонда Lunar Orbiter- IV.

На западе от кратера находятся кратеры Митчелл и Аристотель, на юге-юго-западе – кратер Бюрг. Селенографические координаты центра кратера 49°47′ с. ш. 30°34′ в. д. / 49,78° с. ш. 30,56° в. д., диаметр 25,7 км, глубина 0,52 км.
Кратер затоплен лавой оставившей в относительной сохранности лишь северную часть вала. Северо-восточная часть вала имеет выступ, который возможно представляет собой остатки другого кратера. В юго-восточной части вала находится разрыв. Высота вала над окружающей местностью составляет 870 м. Дно чаши кратера ровное, пересеченное бороздой в направлении север-северо-запад — юг-юго-восток.

## Сателлитные кратеры
| Бейли | Координаты                                            | Диаметр, км |
| ----- | ----------------------------------------------------- | ----------- |
| A     | 48°43′ с. ш. 31°23′ в. д. / 48,71° с. ш. 31,39° в. д. | 16,3        |
| B     | 51°00′ с. ш. 35°11′ в. д. / 51° с. ш. 35,18° в. д.    | 7,0         |
| K     | 51°31′ с. ш. 30°32′ в. д. / 51,51° с. ш. 30,53° в. д. | 3,4         |

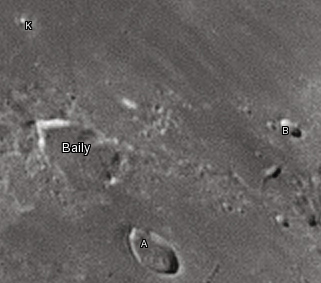
Снимок Девида Кемпбелла.

- Сателлитный кратер Бейли K включен в список кратеров с яркой системой лучей Ассоциации лунной и планетарной астрономии (ALPO)[5].